# José Guillermo Sandoval
José Guillermo Sandoval Ocaña (Ciudad de Guatemala, Guatemala, 16 de diciembre de 1997), más conocido como "Sando", es un futbolista profesional que se desempeña como volante de contención y tiene como posición secundaria lateral derecho. Inicia su carrera en las fuerzas básicas de Universidad SC en la Liga Nacional de Fútbol de Guatemala, posteriormente se vincula al equipo Antigua GFC que participa en Liga Nacional de Fútbol de Guatemala donde sólo permanece un año. Regresa al equipo de Universidad SC donde participa en la Tercera división Guatemala pero tras algunos cambios en la estructura del club, desaparece el equipo. Se integra al Aurora Fútbol Club en la Tercera división de Guatemala, donde tras 5 partidos con la filial, es convocado para entrenar con el primer equipo de Aurora Fútbol Club y asimismo se da su debut como profesional en la Primera división de Guatemala donde se enfrentó a la Universidad SC. En la temporada 2019-2020 se integra de forma definitiva al plantel mayor del conjunto aurinegro donde permanece hasta el torneo apertura de dicha temporada. Milito en el equipo de Capitalinos FC en la temporada 2020/21.